# مانو، کاگاوا
مانو، کاگاوا (به لاتین: Mannō, Kagawa) یک منطقهٔ مسکونی در ژاپن است که در استان کاگاوا واقع شده‌است. مانو  ۱۸٬۸۲۸ نفر جمعیت دارد.

## نگارخانه

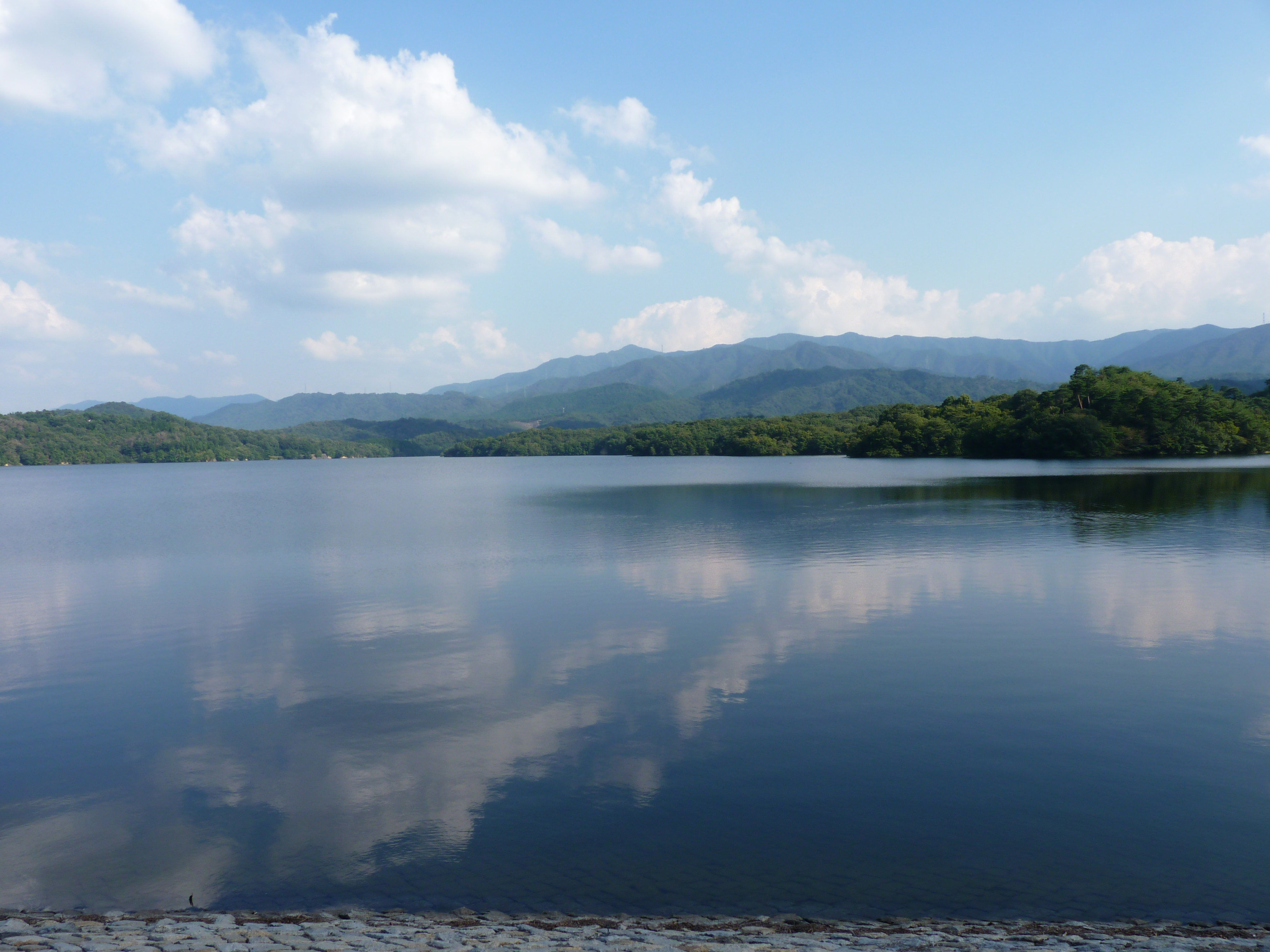
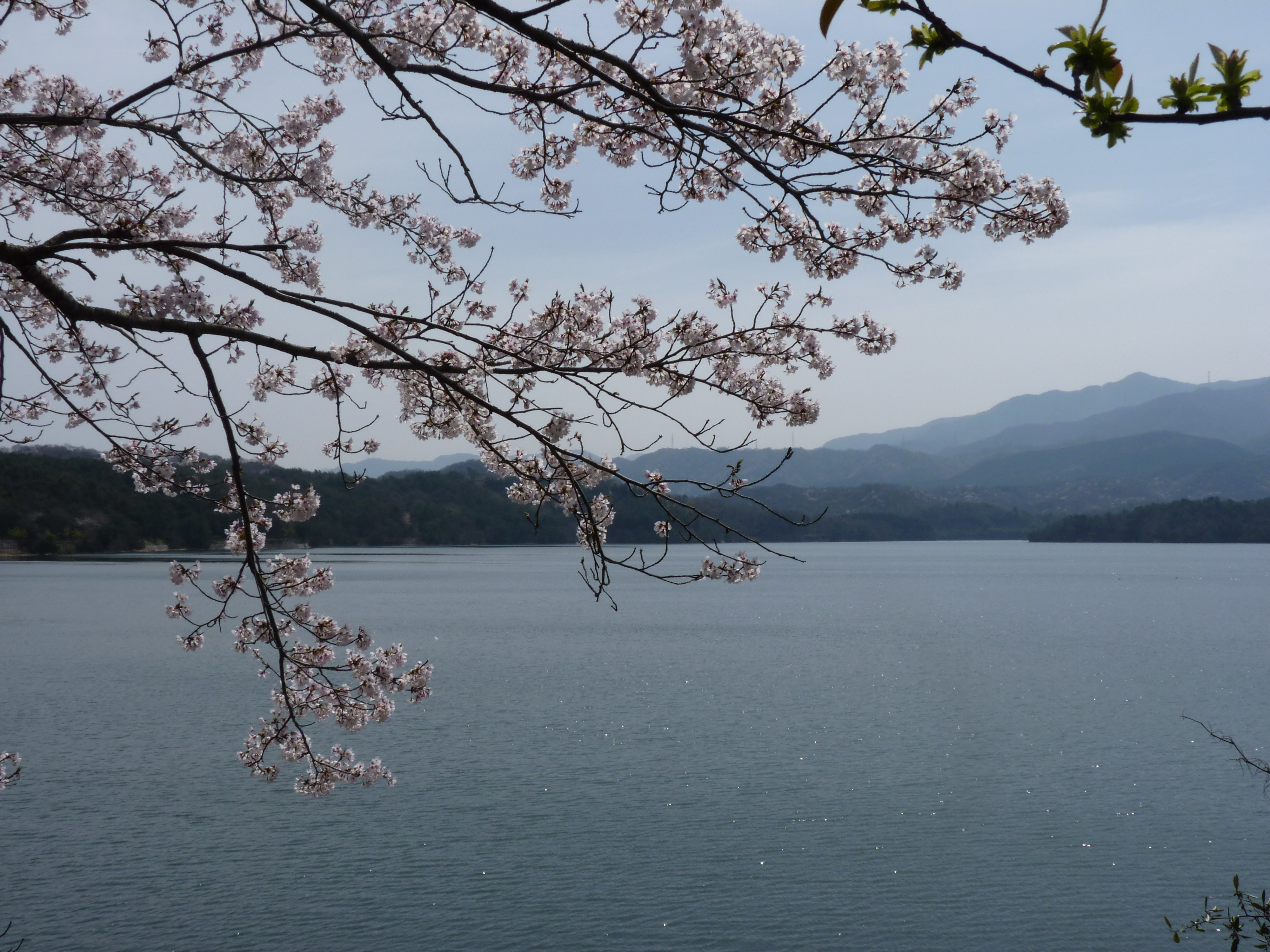
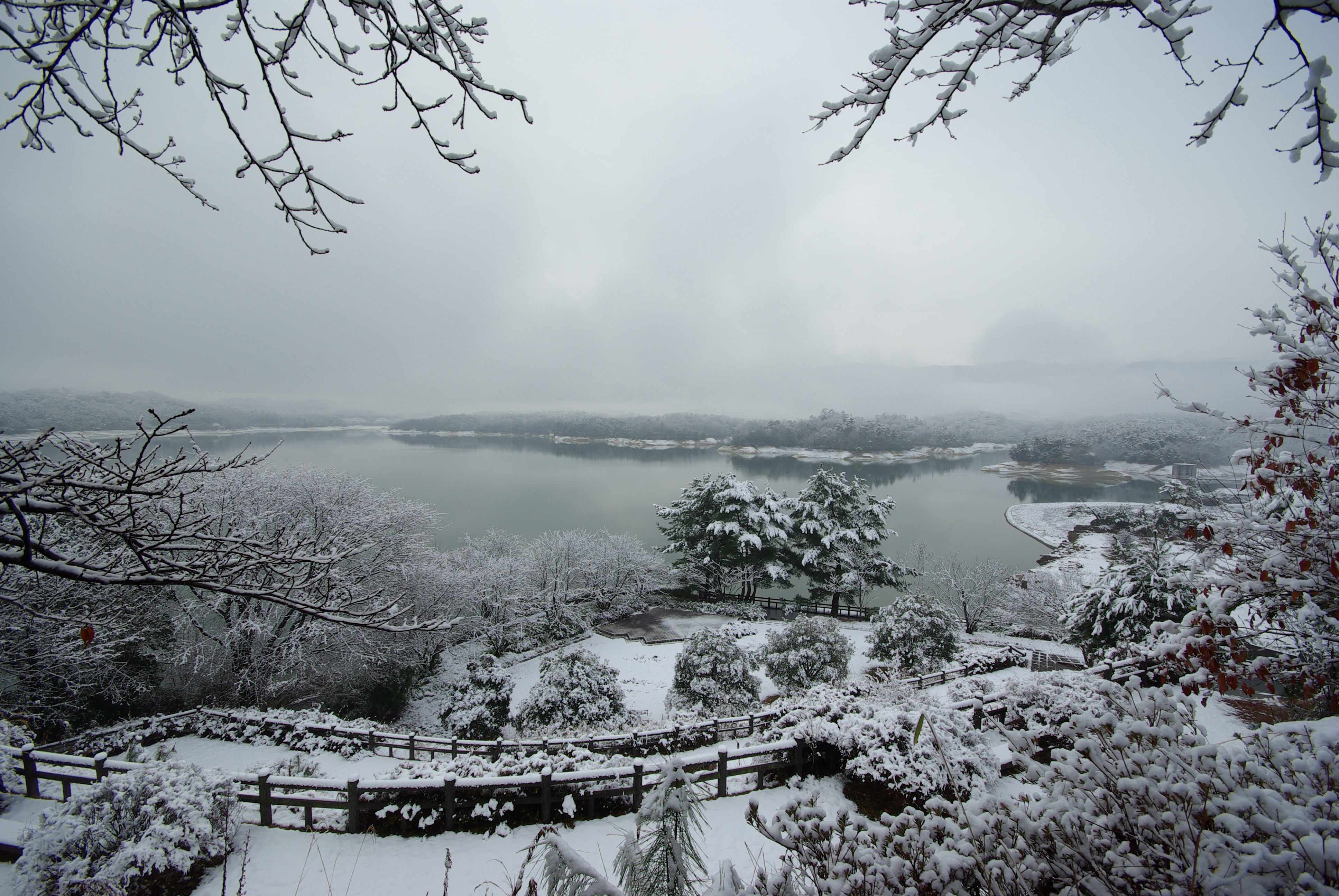
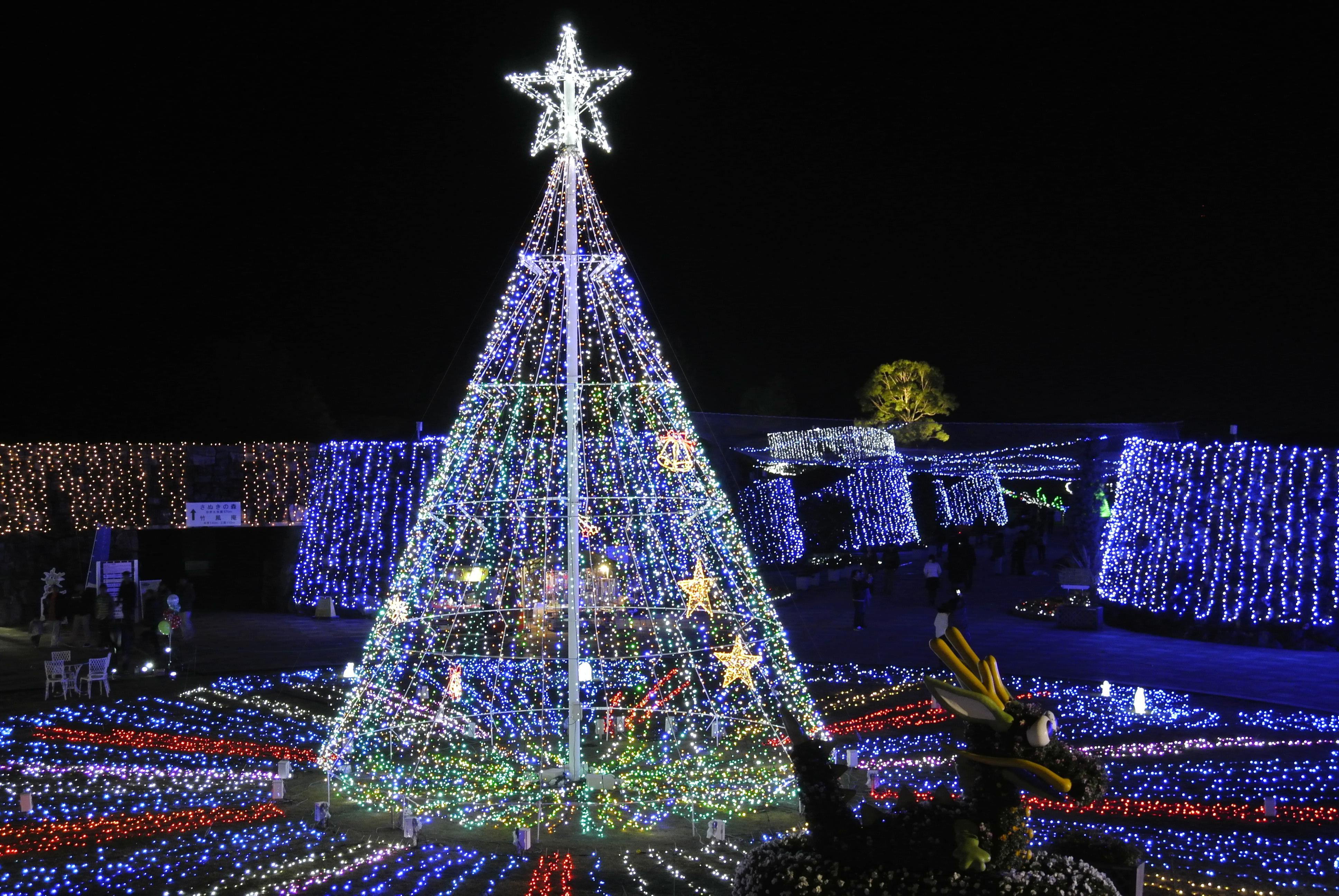